# Rex Beach
Pour les articles homonymes, voir Beach.
Rex Ellingwood Beach, né le 1er septembre 1877 à Atwood, au Michigan, et mort le 7 décembre 1949 à Sebring, en Floride, est un romancier et dramaturge américain et un joueur de water-polo ayant participé aux Jeux olympiques. 

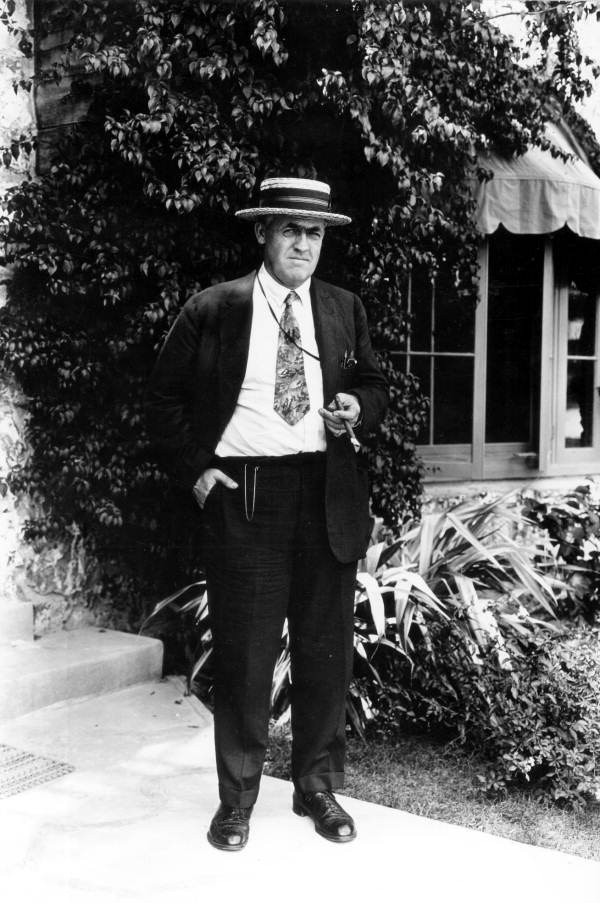
Rex Beach en 1925.

## Biographie
Il amorce des études en droit à Chicago qu'il abandonne en 1900 pour se rendre en Alaska, attiré par la Ruée vers l'or du Klondike.
En 1904, il est un des joueurs de l'équipe américaine de water-polo qui remporte la médaille d'argent aux Jeux olympiques d'été de Saint-Louis.
L'année suivante, influencé par l'œuvre de Jack London, il se lance dans l'écriture de romans d'aventures ayant pour cadre le Grand Nord. Un de ses romans, The Spoilers, paru en 1906, est fondé sur l'histoire vraie d'un groupe de membres du gouvernement américain qui volèrent à des prospecteurs leurs mines d'or. Ce roman a été adapté cinq fois au cinéma entre 1914 et 1955. 
Certains romans ultérieurs de Rex Beach appartiennent au roman d'aventures, d'autres plus résolument au genre du western. Parmi ses récits, il en a adapté lui-même quelques-uns pour le théâtre.
En 1949, deux ans après la mort de sa femme Edith, Beach se suicide par balle dans sa demeure de Sebring, en Floride.

## Œuvre

### Roman
- Pardners (1905)
- The Spoilers (1906) Publié en français sous le titre Le Trésor d'Estéban, Paris, Crès, 1931
- The Barrier (1908)
- The Silver Horde (1909)
- Going Some (1910)
- The Ne'er-Do-Well (1911)
- The Net (1912)
- The Iron Trail (1913) Publié en français sous le titre La Piste d'acier, Paris, Plon, coll. Aventures no 11, 1932
- The Auction Block (1914)
- Heart of the Sunset (1915)
- Rainbow's End (1916)
- Laughing Bill Hyde (1917)
- The Winds of Chance (1918)
- Oh, Shoot (1921)
- Flowing Gold (1922)
- Big Brother (1923)
- The World in His Arms (1946)

### Recueil de nouvelles
- The Crimson Gardenia and Other Tales of Adventure (1916)

## Adaptations au cinéma
- 1920 : La Horde d'argent d'après son roman The Silver Horde
- 1922 : Le Sceau de Cardi (Fair Lady) de Kenneth S. Webb, d'après son roman The Net
- 1924 : Le Fleuve de feu (Flowing Gold) de Joseph De Grasse, d'après son roman Flowing Gold
- 1926 : Les Briseurs de joie (Padlocked) d'Allan Dwan
- 1926 : Une femme aux enchères (The Auction Block) de Hobart Henley
- 1928 : L'Infidèle de James Cruze, d'après son roman (The Mating Call)
- 1930 : The Silver Horde de  George Archainbaud  d'après son roman du même titre
- 1937 : The Barrier de Lesley Selander, d'après son roman du même titre.